# Movimiento Nacional (Costa Rica)
Movimiento Nacional fue el nombre de un partido político costarricense conservador y anticomunista que postuló para las elecciones de 1982 al ex presidente de la República de 1958 a 1962 Mario Echandi, un liberal quien fue el primer presidente de la derecha en el período histórico de la Segunda República. 
Originalmente se llamaba Salvación Nacional y fue fundado por un grupo de amigos de Echandi quienes le ofrecieron la candidatura que él aceptó el 21 de enero de 1981. Escogieron a Echandi entre otras cosas por su trayectoria al haber sido ya presidente y por su conocido anticomunismo. Su bandera era blanca simbolizando la austeridad.
Corría la administración del presidente Rodrigo Carazo Odio, considerado por algunos como un presidente de pensamiento izquierdista, quien había llegado al poder mediante una coalición de los principales partidos de oposición no marxista al Partido Liberación Nacional que en ese entonces, y hasta la fecha, contaba con una base de respaldo popular enorme y difícil de vencer. Carazo se vio enfrentado a una serie de crisis económicas y políticas tanto internas como internacionales y estuvo al borde de la guerra con el gobierno de Somoza en Nicaragua. 
Dada la impopularidad de Carazo por estas razones, la oficialista Coalición Unidad encontraba difícil poder volver a ganar las elecciones, sumado a las disputas internas por la nominación presidencial principalmente entre Calderón Fournier y Rodolfo Méndez Mata. Echandi se reunió con expresidentes liberacionistas y figuras calderonistas por igual buscando sus adhesiones e incluso se rumoreó que Calderón y la Coalición Unidad le darían finalmente el apoyo, esto no sucedió. El expresidente y amigo de Echandi, José Joaquín Trejos (quien había sido elegido por el Partido Unión Nacional, mismo por el cual fue elegido Echandi) apuntó que Echandi hacía una campaña desfasada en el tiempo y que los presidentes ya no se elegían en el "Club Unión" (es decir, entre la aristocracia).
Echandi inicia una campaña muy agresiva tanto hacia Carazo y la Unidad como hacia el Partido Liberación Nacional al que trata de asociar con el comunismo (en realidad el PLN es un partido de extracción socialista, pero de tipo reformista y no marxista). Como contrapeso Liberación trataba de vincular a Echandi con Carazo mientras que la Unidad inició la campaña de que un voto por Echandi era un voto perdido. Así mismo el calderonismo, que había apoyado en gran medida la primera candidatura de Echandi, ahora podía votar por el hijo del caudillo Calderón Guardia. 
Finalmente Echandi obtuvo el 3% de los votos (Monge, el candidato liberacionista obtuvo 58% y Calderón 33%). Algunos apuntan que su error fue una campaña con un posicionamiento radicalmente a la derecha. El partido sólo obtuvo un diputado en la Asamblea Legislativa y desapareció para la siguiente elección. 